# Limfocyty T

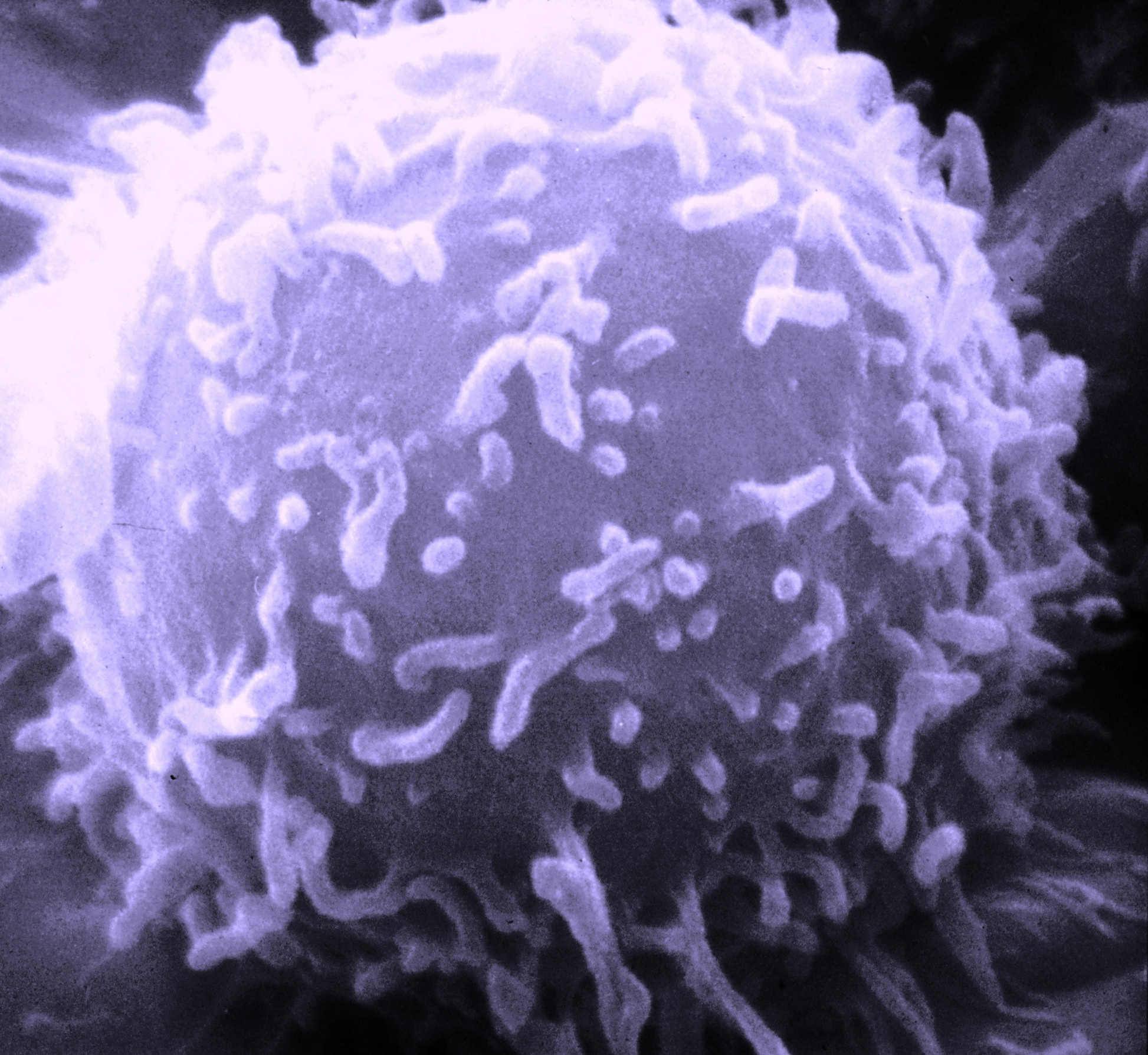
Zdjęcie limfocytu wykonane mikroskopem skaningowym

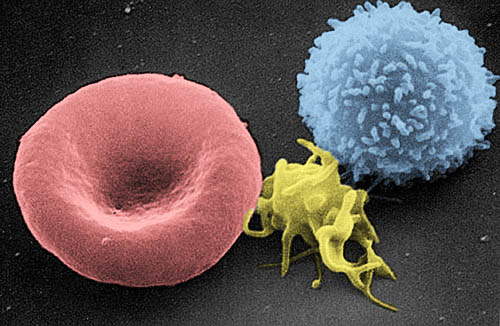
Zdjęcie wybranych elementów morfotycznych wykonane mikroskopem skaningowym: limfocyt T (po prawej), trombocyt (środek), erytrocyt (po lewej)

Limfocyty T (od łac. thymus, grasica), limfocyty grasicozależne – limfocyty odpowiedzialne za komórkową odpowiedź odpornościową. Komórki prekursorowe, nieposiadające cech limfocytów T, wytwarzane są w czerwonym szpiku kostnym, następnie dojrzewają głównie w grasicy, skąd migrują do krwi obwodowej oraz narządów limfatycznych. Stężenie limfocytów T we krwi obwodowej wynosi 0,77–2,68 × 109/l. Czas życia limfocytów T wynosi od kilku miesięcy do kilku lat.
Swoistymi markerami limfocytów T są receptory limfocytów T oraz CD3, natomiast dalszy podział na mniejsze populacje jest możliwy poprzez oznaczenie cząsteczek CD4, CD5, CD7, CD8, CD28, CD154 (ligand dla CD40).

## Podział i podstawowe właściwości
Limfocyty dzieli się na:
- ze względu na funkcję:
  - limfocyty Tc – są odpowiedzialne za niszczenie komórek zakażonych przez drobnoustroje oraz za niszczenie komórek nowotworowych. Większość tych limfocytów posiada na swojej powierzchni antygen CD8. Rozpoznają antygeny w kontekście cząsteczek głównego układu zgodności tkankowej (MHC) klasy I.
  - limfocyty Th – wspomagają odpowiedź humoralną i komórkową poprzez bezpośredni kontakt oraz wydzielanie cytokin. Ponadto ułatwiają aktywację limfocytów B i makrofagów. 90% tych limfocytów posiada marker CD4. Rozpoznają antygeny związane z białkami MHC klasy II.
    - limfocyty Th0 – limfocyty będące na wczesnym etapie rozwoju. Wydzielają wiele różnych cytokin. Z definicji komórki te po pobudzeniu stanowią źródło bardziej ukierunkowanych limfocytów Th, szczególnie Th1 i Th2.
    - limfocyty Th1 – wspomagają odpowiedź komórkową. Aktywują makrofagi i limfocyty Tc, stymulują wytwarzanie przeciwciał IgG1 i IgG3 aktywujących dopełniacz. Wydzielają cytokiny IL-2 oraz interferon γ.
    - limfocyty Th2 – wspomagają odpowiedź humoralną. Stymulują rozwój reakcji alergicznych, pobudzają wytwarzanie przeciwciał IgA, IgE i IgG4. Wydzielają cytokiny IL-4, IL-5, IL-10, IL-13, które są czynnikami wzrostu i różnicowania limfocytów B.
    - limfocyty Th9 – produkują IL-9 i IL-10, przy jednoczesnym braku czynnika transkrypcyjnego FoxP3. Wspierają odpowiedź zapalną[1].
    - limfocyty Th17 – dzięki wydzielanej IL-17 są odpowiedzialne za szybki rozwój reakcji zapalnej i pojawienie się neutrofilów.
    - limfocyty Th22 – wydzielają cytokiny TNF i IL-22, ale nie interferon γ[2].

  - limfocyty Treg (regulatorowe) – są odpowiedzialne za hamowanie nadmiernej reakcji przeciwzapalnej i reakcji nadwrażliwości, zabezpieczają organizm przed autoagresją, zwiększają tolerancję na zewnętrzne antygeny, chronią płód przed odrzuceniem przez układ odpornościowy matki. Ogólnie limfocyty T regulatorowe charakteryzują się ekspresją czynnika transkrypcyjnego FoxP3 i dzielą się na:
    - naturalne limfocyty Treg, wytwarzane w grasicy, wykazujące obecność czynnika transkrypcyjnego Helios[3]
    - limfocyty regulatorowe indukowane – są wytwarzane w wyniku odpowiedzi odpornościowej. Poza komórkami o fenotypie CD3+CD4+FoxP3+ znane są również populacje wydzielane na podstawie profilu wydzielanych cytokin, na przykład:
      - Tr1 – wydzielają IL-10 i TGF-β
      - Th3 – wytwarzają głównie TGF-β

- ze względu na budowę receptora limfocytu T
  - limfocyty Tαβ – 90% limfocytów w organizmie człowieka
  - limfocyty Tγδ – uczestniczą w odpowiedzi przeciwzakaźnej (przeciw wirusom, bakteriom i pierwotniakom) oraz w odpowiedzi przeciwnowotworowej, rozpoznają białka szoku cieplnego

- ze względu na ekspresję cząsteczek CD4 i CD8
  - limfocyty T CD4+ – rozpoznają MHC klasy II – najczęściej są to limfocyty Th
  - limfocyty T CD8+ – rozpoznają MHC klasy I – głównie limfocyty Tc

- pozostałe subpopulacje
  - limfocyty NKT – subpopulacja limfocytów T mających cechy zarówno limfocytów T, jak i komórek NK
  - komórki VETO – komórki mające zdolność do wprowadzania w stan anergii, a nawet zabijania rozpoznających je limfocytów T.

## Powstawanie

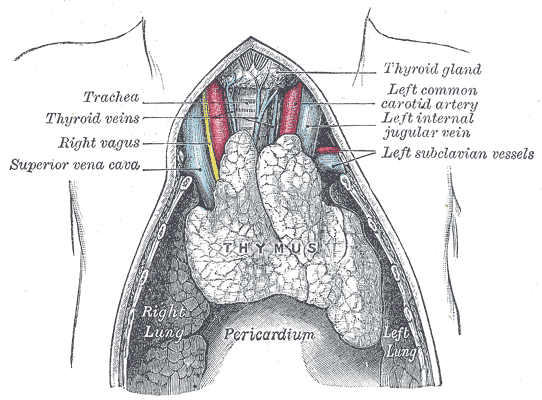
Grasica w klatce piersiowej

U płodu rozwijają się w pęcherzyku żółtkowym oraz w wątrobie. Limfocyty T u dorosłego człowieka powstają i dojrzewają w grasicy. Wspólne komórki progenitorowe limfopoezy, które wytwarzane są w szpiku kostnym, migrują do grasicy, gdzie następuje dalsze ich różnicowanie, między innymi w kierunku limfocytów T.
Limfocyty Tγδ powstają w grasicy jako pierwsze, jednak na wcześniejszych stadiach rozwoju migrują do innych narządów, w szczególności błon śluzowych, i rozwijają się inaczej.

## Dojrzewanie

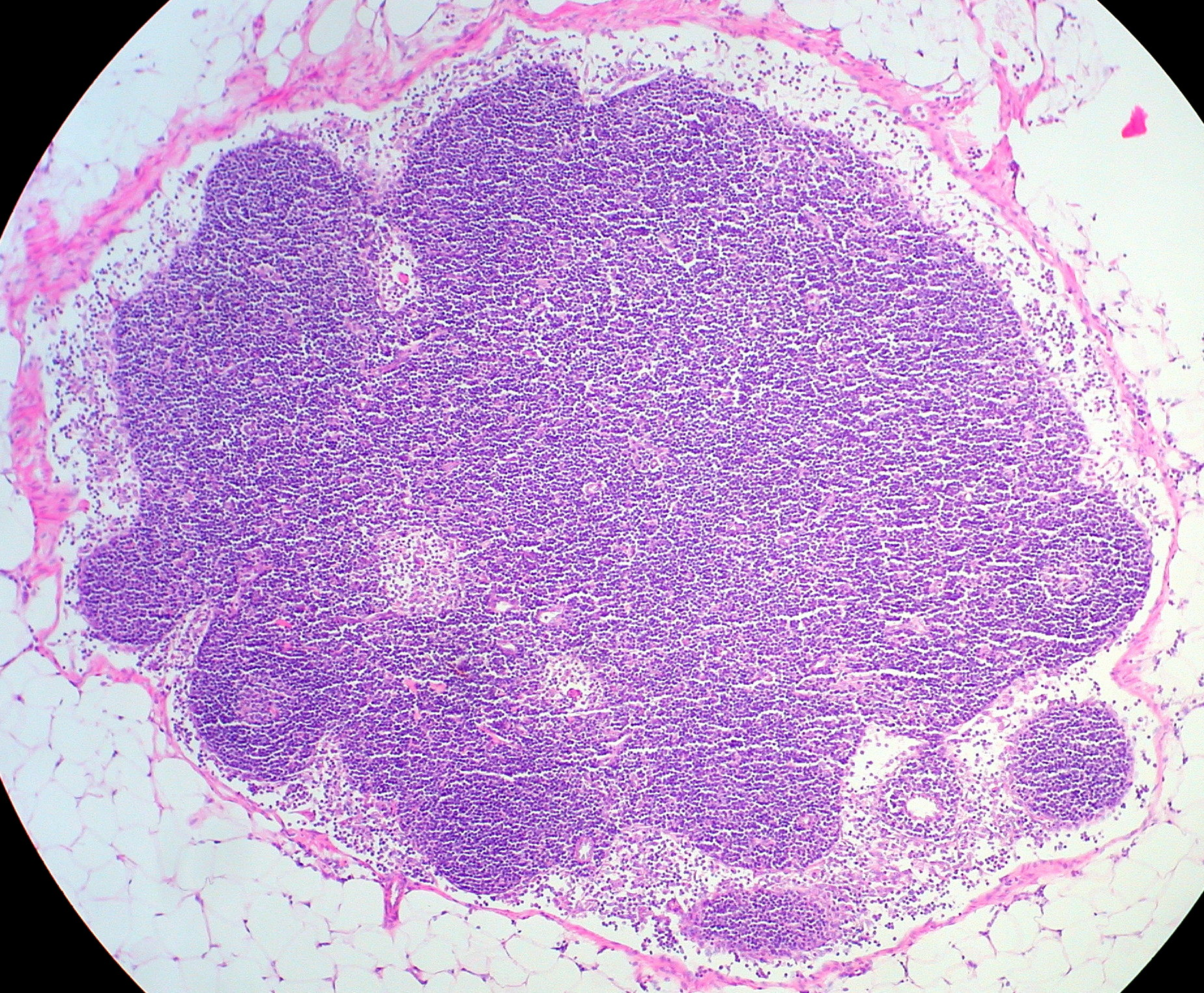
Obraz histologiczny węzła chłonnego

W większości prekursory limfocytów T napływają do grasicy już w 7-8 tygodniu ciąży. W czasie dojrzewania tymocytów dochodzi do selekcji, w wyniku której ginie 95% dojrzewających komórek. Pula powstałych limfocytów jest ogromna, ponieważ konieczne jest wytworzenie jak największej liczby kombinacji struktury receptora TCR (ok. 2,5 × 107 kombinacji receptora). Tylko dzięki temu limfocyty dziewicze będą mogły rozpoznawać antygeny, z którymi nigdy nie miały styczności, a mimo to przypadkowo udało się im wytworzyć odpowiednio reagujący receptor.
W procesie dojrzewania wyróżniamy etapy:
- faza wczesna – tworzonych jest wiele komórek z prawidłowymi, ale różnymi receptorami TCR oraz mających CD4 i CD8 (podwójnie dodatnich)

1. proliferacja tymocytów
2. rearanżacja genów kodujących łańcuch β receptora TCR – proces mający na celu stworzenie jak największej liczby kombinacji segmentów genów V, D i J, co umożliwia utworzenie wielu milionów komórek z różnymi łańcuchami β w receptorze TCR
3. selekcja β – proces mający na celu sprawdzenie poprawności rearanżacji
4. wyłączenie alleliczne – w limfocytach, które pozytywnie przeszły selekcję β dochodzi do zablokowania rearanżacji genów kodujących łańcuch β receptora TCR
5. wytwarzanie CD4 i CD8
6. rearanżacja genów kodujących łańcuch α receptora TCR

- faza późna – faza prowadząca do wyłonienia limfocytów prawidłowo rozpoznających obce MHC

1. tolerancja centralna
  1. selekcja pozytywna – jej celem jest wyłonienie komórek które posiadają receptor TCR zdolny do rozpoznawania antygenów MHC klasy I swojego organizmu obecnych na korowych komórkach nabłonkowych grasicy. Selekcji pozytywnej poddawane są limfocyty podwójnie dodatnie (CD4+ CD8+) o prawidłowo już wykształconym receptorze TCR.
  2. selekcja negatywna, inaczej delecja klonalna – prowadzi do usunięcia komórek, które rozpoznają własne antygeny MHC klasy I ze zwiększonym powinowactwem, co mogłoby skutkować uznaniem komórek własnego organizmu za obce. 80% tymocytów ginie w wyniku selekcji negatywnej.
2. restrykcja MHC – w przebiegu selekcji pozytywnej dochodzi jednocześnie do restrykcji MHC, w przebiegu której limfocyty mające rozpoznawać MHC klasy I zachowują ekspresję CD8, a mające rozpoznawać MHC klasy II zachowają ekspresję CD4.

Limfocyty Treg są komórkami, które przeszły selekcję negatywną mimo zwiększenia powinowactwa do własnych antygenów.

## Krążenie

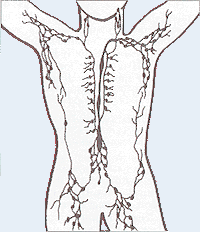
Rozmieszczenie głównych węzłów i naczyń chłonnych

Dziewicze limfocyty T opuszczając grasicę krwią przedostają się do węzłów chłonnych. Następnie limfocyty T posiadające na swojej powierzchni selektynę L oraz receptor CCR7 wnikają żyłkami z wysokim śródbłonkiem do strefy przykorowej węzła i oczekują na prezentację antygenów przez komórkę prezentującą antygen (APC). Kiedy limfocyty prawidłowo rozpoznają antygen dochodzi do powstania na ich powierzchni cząsteczek CD69, które blokują receptor S1P1, co umożliwia chwilowe zatrzymanie limfocytów w węźle chłonnym. W kolejnym etapie dochodzi do ich proliferacji i różnicowania w kierunku komórek efektorowych albo komórek pamięci.
Z powierzchni limfocytów T efektorowych znika receptor CCR7, co powoduje, że tracą one zdolność do zasiedlania tkanek limfatycznych i są zmuszone do migracji na obwód. Natomiast komórki pamięci zachowują cząsteczkę CCR7, co umożliwia im przemieszczanie się w obrębie całego układu limfatycznego. Kiedy dojdzie do ponownego kontaktu z antygenem, komórki pamięci mogą szybko proliferować i różnicować się w kierunku limfocytów efektorowych. Pozwala to skutecznie skrócić czas odpowiedzi immunologicznej skierowanej przeciwko rozpoznanym już w przeszłości antygenom.

## Migracja
Limfocyty T efektorowe naczyniami limfatycznymi, a następnie krwionośnymi docierają do powierzchni śródbłonka żyłek pozawłosowatych, gdzie rozpoczyna się migracja limfocytów do tkanek docelowych. Przebiega ona w następujących etapach:
1. toczenie się – limfocyty, rozpoznając selektynę L, P i E oraz białka adhezyjne ICAM-1 i VCAM-1, stykają się ze ścianą śródbłonka
2. aktywacja – pod wpływem chemokin prozapalnych na powierzchni limfocytów dochodzi zmiany właściwości integryn, które przekształcają się w receptory.
3. ścisła adhezja – integryny leukocytów wiążą się z białkami adhezyjnymi ICAM oraz VCAM-1
4. diapedeza – poprzez interakcje cząsteczek PECAM-1 dochodzi wytwarzania enzymów i białek adhezyjnych, które umożliwiają poruszanie się limfocytów w przestrzeniach międzykomórkowych

## Aktywacja
Aby dziewicze limfocyty T mogły spełniać swoją funkcję, muszą zostać aktywowane. Aktywacja jest procesem złożonym i przebiegającym przez wiele etapów powstawania i dojrzewania limfocytów:
1. wytworzenie synapsy immunologicznej
2. przekazanie dwóch sygnałów aktywacji
3. dojrzewanie synapsy immunologicznej
4. przekazywanie sygnału do wnętrza komórki
5. transkrypcja genów i produkcja białek
6. wydzielanie cytokin i proliferacja.

Większość limofcytów T w organizmie człowieka znajduje się w fazie G0 cyklu komórkowego. Aktywując się, przechodzą do fazy G1 cyklu i zaczynają się intensywnie dzielić. Morfologicznie wiąże się to ze zwiększeniem objętości komórki i jądra, zmianami w obrębie chromatyny oraz jąderek. Proces ten określamy mianem transformacji blastycznej.

### Wytworzenie synapsy immunogicznej
Dziewicze limfocyty T znajdujące się w obwodowych narządach limfatycznych mają styczność z komórkami prezentującymi antygen. Aby jednak mogło dojść do kontaktu pomiędzy obojgiem komórek, musi zostać wytworzona synapsa immunologiczna, która jest powierzchnią pomiędzy limfocytem T a komórką APC wzbogaconą przez białka adhezyjne. Właściwy sygnał aktywacji przekazywany jest przez receptor TCR rozpoznający swoisty antygen oraz przez cząsteczki kostymulujące.

### Przekazanie dwóch sygnałów aktywacji
Aby mogło dojść do pełnej aktywacji limfocytu T muszą zostać przekazane dwa sygnały wewnątrz synapsy immunologicznej. Jeżeli dojdzie do przekazania tylko jednego sygnału, komórka wchodzi w stan anergii. Jeżeli nie dojdzie przekazania żadnego z sygnałów limfocyt T nie ulegnie aktywacji.
- Jednym z sygnałów jest rozpoznanie przez receptor TCR na limfocycie T swoistego antygenu na komórce APC w kontekście MHC.

- Kolejnym sygnałem jest interakcja cząsteczek kostymulujących na obu komórkach.
  - Na powierzchni limfocytów T są to cząsteczki kostymulujące będące receptorami (CD28, ICOS1, CD2).
  - Na powierzchni komórek APC wyróżniamy cząsteczki będące ligandami (CD80, CD86, ICOS-L, LFA-3 oraz CD48).

Istnieją jednak wyjątki od reguły dwóch sygnałów. Limfocyty pozostające w stanie aktywacji oraz komórki pamięci wymagają jedynie jednego sygnału do pełnej aktywacji.

### Dojrzewanie synapsy immunologicznej
Aby sygnał przekazywany do wnętrza komórki przez synapsę immunologiczną nie okazał się zbyt słaby, dochodzi do powstania mikroskupisk aktywujących. Dochodzi tym samym do przegrupowań białkowo-lipidowych i tworzenia konglomeratów receptorów i cząsteczek kostymulujących, co znacznie przyspiesza proces aktywacji limfocytów T. Wyróżnia się następujące elementy dojrzałej synapsy:
- centrum synapsy (cSMAC, od ang. supramolecular activaction clusters) – tworzą ją:
  - zgrupowane receptory limfocytów T wraz z CD3, CD4 lub CD8
  - cząsteczki kostymulujące na limfocytach T będące receptorami CD28, ICOS1, CD2
  - cząsteczki kostymulujące na komórkach APC będące ligandami CD28/CD80
  - cytoplazmatyczne białka przekaźnikowe, na przykład kinazy PKC-θ oraz IKK
- część peryferyjna synapsy (pSMAC) – tworzy ją pierścień cząsteczek adhezyjnych (LFA1, VLA-4, białka ADAP, tialina oraz receptor dla transferryny)
- część dystalna synapsy (dSMAC) – tworzą ją cząsteczki CD43 oraz fosfatazy

### Przekazywanie sygnału do wnętrza komórki
Ze względu na brak miejsc katalitycznych w receptorze limfocytów T pierwszym etapem przekazania sygnału do wnętrza komórki jest fosforylacja przez kinazy tyrozynowe reszt tyrozynowych sekwencji ITAM (ang. immunoreceptor tyrosine-based activation motif), które znajdują się w obrębie CD3 receptora TCR. W tym etapie biorą udział kinazy ZAP-70, Syk, Lck, Fyn, Itk oraz Csk, z których warto wyróżnić kinazę ZAP-70, która jest konieczna do prawidłowego dojrzewania i aktywacji tymocytów.
Następnie sygnał może zostać przekazany dalej szlakiem IP3, bądź kaskadą kinaz białkowych MAPK.

### Transkrypcja genów i produkcja białek
W aktywowanym limfocycie już po 15 minutach dochodzi do ekspresji genów odpowiedzialnych za indukowanie wydzielania białek odpowiedzialnych za dalszą odpowiedź immunologiczną.
W ciągu pierwszych 24 godzin dochodzi do ekspresji genów dla wielu białek (min. Fos, NFAT, NF-кB, INF-γ, TGF-β, IL-3, LTα, IL-2R, aktyna, IL-4, IL-5, IL-6, transferryna, GM-CSF, receptor dla transferryny, receptor dla glikokortykosteroidów).

## Cytotoksyczność limfocytów T
Do efektu cytytoksycznego są zdolne limfocyty Tc, limfocyty CD8+, komórki NK, limfocyty NKT oraz limfocyty Tγδ. Mechanizm cytotoksyczności limfocytów polega na wydzielaniu ziaren cytolitycznych oraz poprzez aktywację cząsteczek z nadrodziny TNF.

## Prezentacja antygenów limfocytom T

Schemat komórek prezentujących antygen

Do właściwej reakcji odpornościowej konieczna jest prezentacja antygenów limfocytom T. W przeciwieństwie do limfocytów B, antygen musi być związany z cząsteczkami MHC na błonie komórek prezentujących antygen (APC). Aby do tego doszło, komórki APC mogą zostać zakażone, lub fagocytować antygeny, na przykład z komórek zabitych przez wirusy. Limfocyty T nie wiążą całego antygenu, lecz jedynie jego fragment zwany epitopem, który bezpośrednio łączy się z receptorem TCR. Antygen zakotwiczony jest w cząsteczce MHC komórek APC, a miejsce wiązania z cząsteczką określa się mianem agretopu.
Limfocytom Tc CD8+ prezentowane są antygeny w kontekście MHC klasy I. Te cząsteczki znajdują się na większości komórek organizmu, jednak limfocyty rozpoznają jedynie obce antygeny głównie pochodzące od patogenów wewnątrzkomórkowych (wirusów, bakterii i pasożytów). Natomiast limfocyty Th CD4+ rozpoznają antygeny MHC klasy II, które prezentowane są przez APC po zetknięciu się każdym rozpoznanym drobnoustrojem. Wirusowe antygeny mogą być prezentowane przez komórkę APC zarówno kontekście MHC klasy I, jak i MHC klasy II. To zjawisko nazywamy prezentacją krzyżową.
Zanim limfocyty T będą zdolne do rozpoznania antygenów, przechodzą selekcję pozytywną, aby skutecznie rozpoznawać antygeny, oraz selekcję negatywną, aby nie kierowały odpowiedzi immunologicznej przeciwko własnemu organizmowi.